# Cymbiodyta polita
Cymbiodyta polita är en skalbaggsart som först beskrevs av Sharp 1882.  Cymbiodyta polita ingår i släktet Cymbiodyta och familjen palpbaggar. Inga underarter finns listade i Catalogue of Life.